# Россия на Универсиадах
Россия принимает участие в Универсиадах начиная с 1993 года

## Домашние Универсиады
| Универсиады             | Город        | Дата           | Количество стран | Количество спортсменов | Количество видов спорта |
| ----------------------- | ------------ | -------------- | ---------------- | ---------------------- | ----------------------- |
| 2013 Летняя Универсиада | Казань       | 6 — 17 июля    | 160              | 11759                  | 27                      |
| 2019 Зимняя Универсиада | Красноярск   | 2 — 12 марта   | 50               | 3000                   | 11                      |
| 2023 Летняя Универсиада | Екатеринбург | 8 — 19 августа |                  |                        | 18                      |

## Медальный зачёт
| Универсиады               |                                          |                                          |                                          |                                          | Место                                    |
| ------------------------- | ---------------------------------------- | ---------------------------------------- | ---------------------------------------- | ---------------------------------------- | ---------------------------------------- |
| 1959–1991                 | принимала участие в составе сборной СССР | принимала участие в составе сборной СССР | принимала участие в составе сборной СССР | принимала участие в составе сборной СССР | принимала участие в составе сборной СССР |
| 1993 Буффало              | 0                                        | 4                                        | 3                                        | 7                                        | 28                                       |
| 1995 Фукуока              | 15                                       | 12                                       | 23                                       | 50                                       | 3                                        |
| 1997 Сицилия              | 10                                       | 14                                       | 10                                       | 34                                       | 4                                        |
| 1999 Пальма-де-Мальорка   | 14                                       | 19                                       | 11                                       | 44                                       | 2                                        |
| 2001 Пекин                | 14                                       | 18                                       | 21                                       | 53                                       | 3                                        |
| 2003 Тэгу                 | 26                                       | 22                                       | 34                                       | 82                                       | 2                                        |
| 2005 Измир                | 26                                       | 16                                       | 23                                       | 65                                       | 1                                        |
| 2007 Бангкок              | 28                                       | 28                                       | 39                                       | 95                                       | 2                                        |
| 2009 Белград              | 29                                       | 22                                       | 27                                       | 76                                       | 1                                        |
| 2011 Шэньчжэнь            | 42                                       | 46                                       | 45                                       | 133                                      | 2                                        |
| 2013 Казань               | 155                                      | 75                                       | 62                                       | 292                                      | 1                                        |
| 2015 Кванджу              | 34                                       | 39                                       | 47                                       | 122                                      | 2                                        |
| 2017 Тайбэй               | 25                                       | 31                                       | 38                                       | 94                                       | 4                                        |
| 2019 Неаполь              | 22                                       | 24                                       | 36                                       | 82                                       | 2                                        |
| 2021 Чэнду, прошла в 2023 | не участвовала                           | не участвовала                           | не участвовала                           | не участвовала                           | не участвовала                           |
| 2023 Екатеринбург         |                                          |                                          |                                          |                                          |                                          |
| Всего                     | 440                                      | 370                                      | 419                                      | 1229                                     | 3                                        |

| Универсиады                 |                                                       |                                                       |                                                       |                                                       | Место                                                 |
| --------------------------- | ----------------------------------------------------- | ----------------------------------------------------- | ----------------------------------------------------- | ----------------------------------------------------- | ----------------------------------------------------- |
| 1960–1991                   | принимала участие в составе сборной СССР              | принимала участие в составе сборной СССР              | принимала участие в составе сборной СССР              | принимала участие в составе сборной СССР              | принимала участие в составе сборной СССР              |
| 1993 Закопане               | 5                                                     | 2                                                     | 4                                                     | 12                                                    | 4                                                     |
| 1995 Хака                   | 6                                                     | 3                                                     | 3                                                     | 12                                                    | 2                                                     |
| 1997 Муджу                  | 9                                                     | 6                                                     | 9                                                     | 24                                                    | 2                                                     |
| 1999 Попрад                 | 8                                                     | 11                                                    | 11                                                    | 30                                                    | 1                                                     |
| 2001 Закопане               | 14                                                    | 9                                                     | 8                                                     | 31                                                    | 1                                                     |
| 2003 Тарвизио               | 12                                                    | 10                                                    | 10                                                    | 32                                                    | 1                                                     |
| 2005 Инсбрук                | 7                                                     | 5                                                     | 9                                                     | 21                                                    | 3                                                     |
| 2007 Турин                  | 9                                                     | 14                                                    | 12                                                    | 35                                                    | 2                                                     |
| 2009 Харбин                 | 18                                                    | 14                                                    | 19                                                    | 51                                                    | 2                                                     |
| 2011 Эрзурум                | 14                                                    | 14                                                    | 11                                                    | 39                                                    | 1                                                     |
| 2013 Трентино               | 15                                                    | 16                                                    | 19                                                    | 50                                                    | 1                                                     |
| 2015 Гранада/ Штрбске Плесо | 20                                                    | 18                                                    | 18                                                    | 56                                                    | 1                                                     |
| 2017 Алматы                 | 29                                                    | 27                                                    | 15                                                    | 71                                                    | 1                                                     |
| 2019 Красноярск             | 41                                                    | 39                                                    | 32                                                    | 112                                                   | 1                                                     |
| 2021 Люцерн                 | универсиада отменена в связи с пандемией коронавируса | универсиада отменена в связи с пандемией коронавируса | универсиада отменена в связи с пандемией коронавируса | универсиада отменена в связи с пандемией коронавируса | универсиада отменена в связи с пандемией коронавируса |
| 2023 Лейк-Плэсид            | не участвовала                                        | не участвовала                                        | не участвовала                                        | не участвовала                                        | не участвовала                                        |
| Всего                       | 207                                                   | 188                                                   | 180                                                   | 575                                                   | 1                                                     |